# ファティマ・ウィットブレッド
ファティマ・ウィットブレッド （Fatima Whitbread、1961年3月3日 - ）は、イギリスの陸上競技選手。1980年代を代表する女子やり投選手の一人で、1984年ロサンゼルスオリンピックで銅メダル。1988年ソウルオリンピックでは銀メダルを獲得した。
ウィットブレッドはトルコ系キプロス人であり、13歳のときにイギリスのウィットブレッド家の養子となる。
1983年の第1回世界選手権で銀メダルを獲得した彼女は、翌年のロサンゼルスオリンピックでは、金メダルを獲得した同じイギリスのテッサ・サンダーソンに敗れたものの銅メダルを獲得。
彼女は1986年ヨーロッパ選手権の予選で77m44の世界新記録を樹立。決勝でも東ドイツのペトラ・フェルケを下し、金メダルを獲得。翌1987年のローマの世界陸上でもフェルケを下して優勝している。
しかし、1988年ソウルオリンピックでは、世界新記録を出したフェルケに敗れ銀メダルに終わっている。

## 主な実績
| 年   | 大会                         | 場所                           | 種目   | 結果 | 記録  |
| ---- | ---------------------------- | ------------------------------ | ------ | ---- | ----- |
| 1982 | コモンウェルスゲームズ       | ブリズベン（オーストラリア）   | やり投 | 3位  | 58m86 |
| 1983 | 世界陸上競技選手権大会       | ヘルシンキ（フィンランド）     | やり投 | 2位  | 69m14 |
| 1984 | オリンピック                 | ロサンゼルス（アメリカ合衆国） | やり投 | 3位  | 67m14 |
| 1985 | IAAF陸上ワールドカップ       | キャンベラ（オーストラリア）   | やり投 | 3位  | 65m12 |
| 1986 | コモンウェルスゲームズ       | エディンバラ（スコットランド） | やり投 | 2位  | 68m54 |
| 1986 | ヨーロッパ陸上競技選手権大会 | シュトゥットガルト（西ドイツ） | やり投 | 1位  | 76m32 |
| 1987 | 世界陸上競技選手権大会       | ローマ（イタリア）             | やり投 | 1位  | 76m64 |
| 1988 | オリンピック                 | ソウル（韓国）                 | やり投 | 2位  | 70m32 |